# Tula (Rusia)
Tula (del ruso: Тула) es la capital del óblast de Tula, en Rusia. Localizada 165 km al sur de Moscú, sobre el río Upá, en el centro de la Rusia europea. Tiene cerca de 549 000 habitantes (censo 2002). Su gentilicio es 'Tulones' Ciudad muy antigua, se convirtió en centro industrial metalúrgico ruso a partir de 1712, después del descubrimiento de yacimientos de hierro y carbón en la zona.

## Historia
La ciudad ha existido por los menos desde el siglo XIV. 
Durante la Edad Media Tula pasó a ser un fuerte menor en los límites del Principado de Riazán. La suerte de esta ciudad cambiaría al integrarse en el Principado de Moscú o Moscovia. Fue entonces, en el año 1530, cuando fue construida una ciudadela o kremlin.

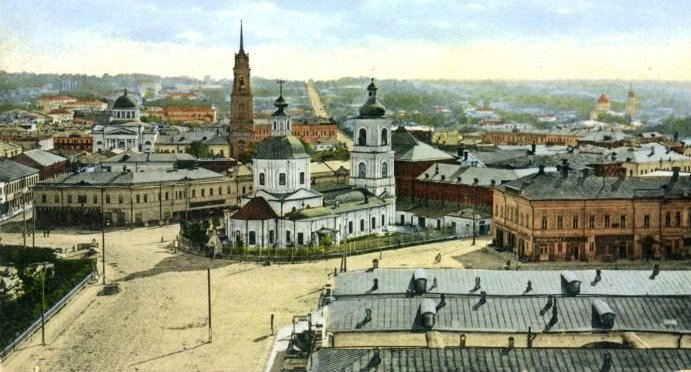
Tula a comienzos del.

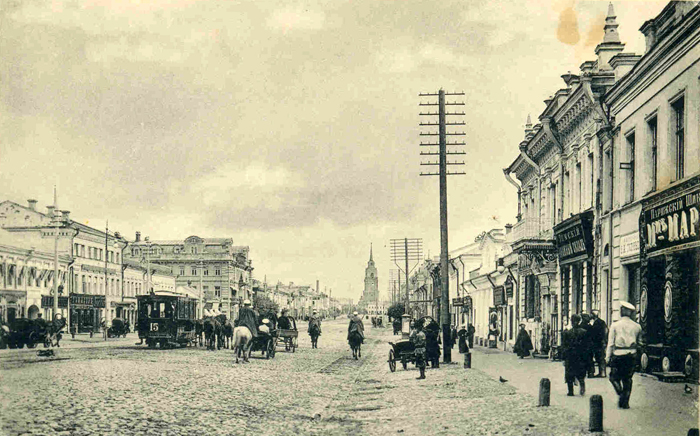
La calle Kíyevskaya a principios de.

Tula constituyó un fuerte clave en el gran anillo de abatís creado para proteger Moscú de las invasiones tártaras o mongólicas. Efectivamente de acuerdo a lo planeado, Tula resistió el ataque de los tártaros durante el año 1512. Sin embargo, este solo sería el primero de varios golpes y embates contra el Principado de Moscú, y el futuro de la nación Rusa como unidad. En 1607, Iván Bolótnikov y sus seguidores iniciaron una sublevación y tomaron el Kremlin de Tula. Allí resistirían durante cuatro meses un asedio por parte del poderoso ejército del Zar.
En el siglo XVIII algunas partes del viejo Kremlin fueron demolidas. A pesar de su arcaica apariencia, la catedral de la Asunción fue construida en la fecha relativamente reciente del año 1764. En el año 1718 Tula fue visitada por el zar Pedro I "El Grande", quien comisionó a la oligárquica familia Demídov la construcción de la primera fábrica de materiales bélicos en Rusia. Algunas décadas después Tula se convertiría por obra de los Demídov en el centro de proceso metalúrgico más grande de toda Europa del este.
El más antiguo museo de Tula es el Museo de Armas, este fue inaugurado también por los Demídov en el año 1724. La primera factoría en producir samovares industrialmente fue también establecida en Tula en el transcurso del siglo XVIII. A pesar de que poco después los Demídov movieran el centro de manufacturas y fábricas hacia los Urales, la ciudad continuaría siendo un importante centro de industria metalúrgica; en particular en producción de material bélico.
Durante la Gran Guerra Patria (1941-1945) la ciudad se convirtió en un primordial centro de producción de armamento. Por ello, Tula se convirtió en blanco de la ofensiva alemana para de esa manera romper la resistencia soviética en la región moscovita entre el 24 de octubre y el 15 de diciembre de 1941. La ciudad opuso resistencia, especialmente al 2.º Ejército Panzer de Heinz Guderian, el cual fue totalmente aniquilado en Tula. El papel de la ciudad fue asegurar el flanco sur durante el plan de defensa soviética de Moscú y su consiguiente contraofensiva. Debido a todos estos hechos, Tula fue condecorada con el título de Ciudad Heroica en el año 1976.

## Geografía y clima

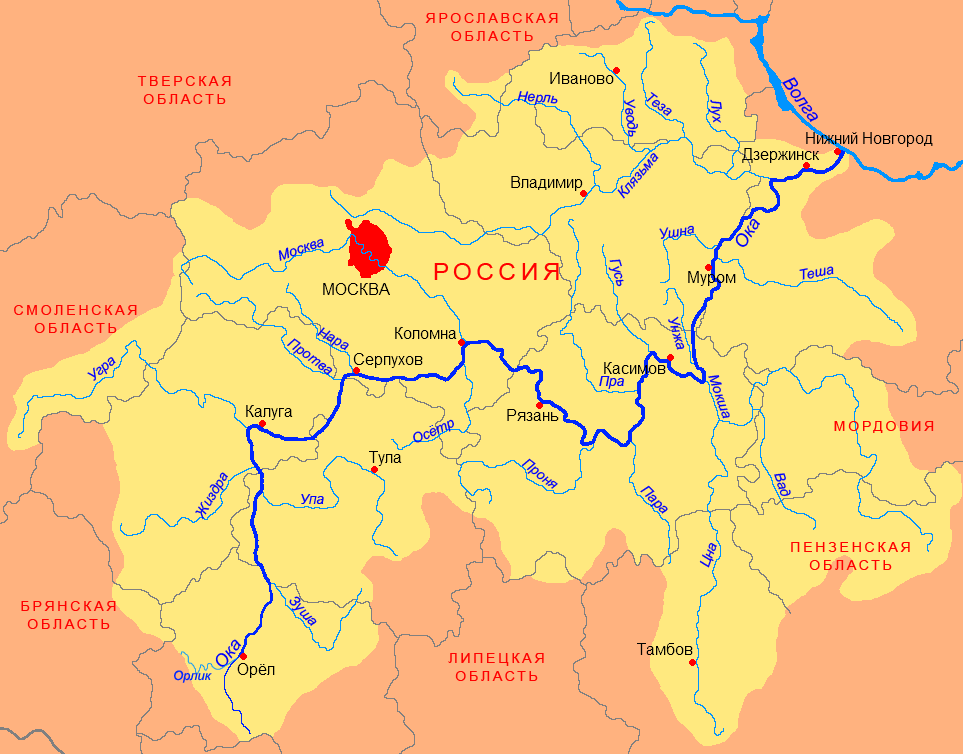
Mapa en ruso del río Oká —afluente del Volga— en el que aparece Tula (Тула), a orillas del río Upá (Упa), uno de sus afluentes por la derecha en su curso alto

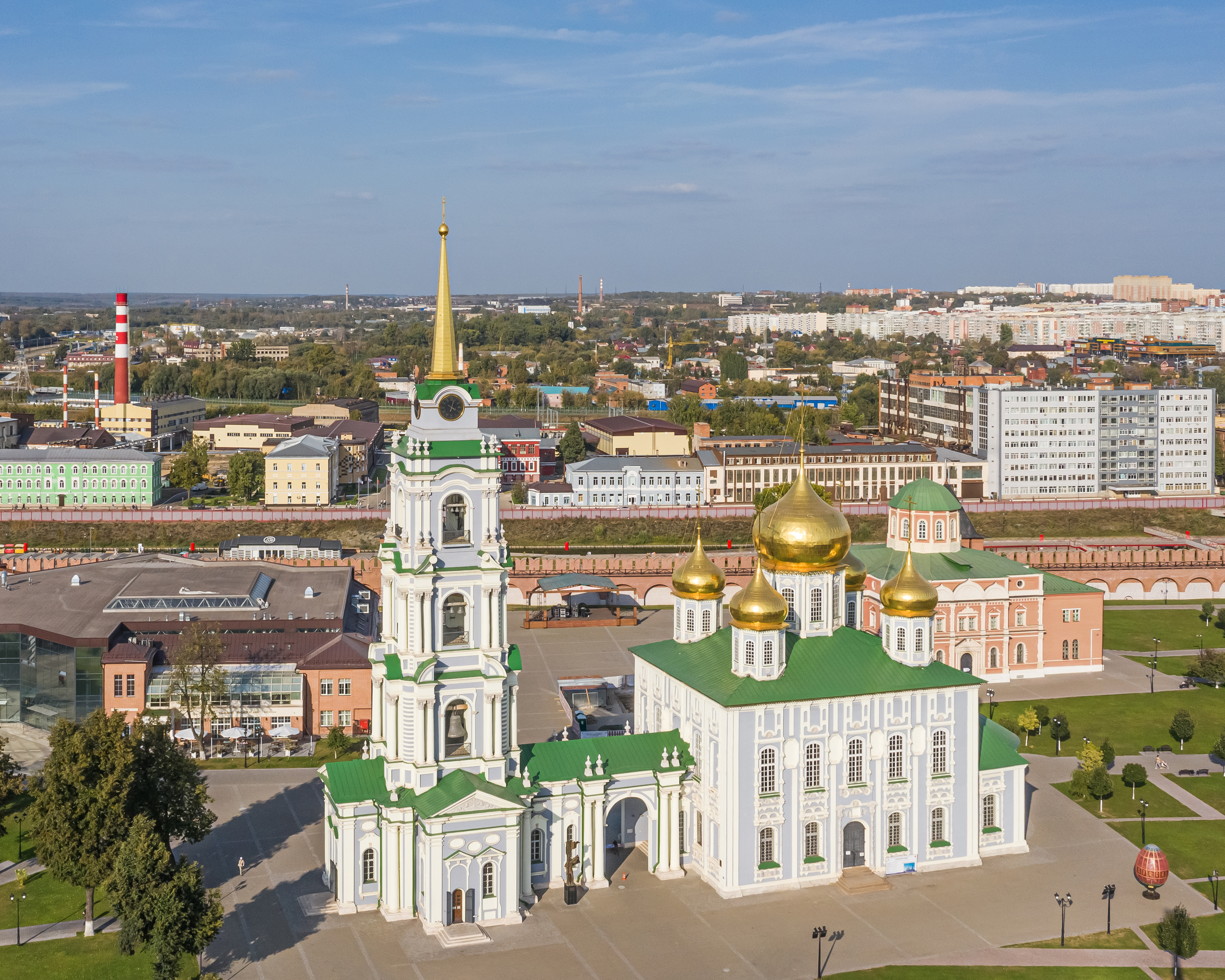
Catedral de La Asunción

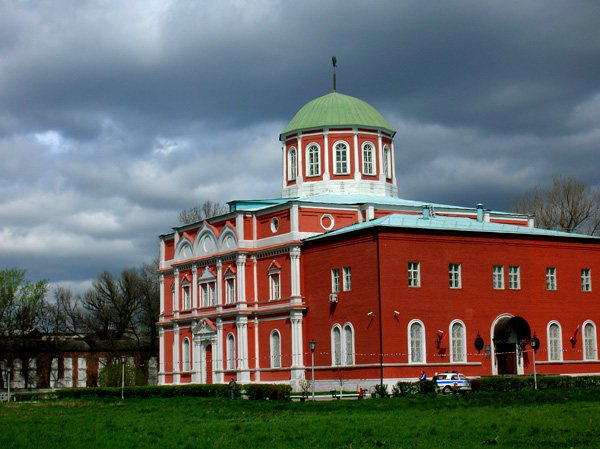
Museo de Armas de Tula (en el interior del Kremlin)

Tula tiene un clima continental templado, que se caracteriza por veranos templados, con una temperatura media en julio de 19,5 °C e inviernos muy fríos. La temperatura media en enero en Tula es -6,9 °C. La precipitación anual media es de 500-700 mm, incluyendo hasta 200 mm en verano, en el otoño 130 mm, en el invierno 100 mm y en primavera 110-120 mm. La dirección principal del viento es sur, oeste y suroeste.
La temperatura más alta registrada en Tula fue el 6 de agosto de 2010 cuando llegó a 39,2 °C, mientras que la más baja se registró el 2 de febrero de 1967 cuando los indicadores descendieron a -36,1 °C.
| Parámetros climáticos promedio de Tula (normales 1991–2020, extremos 1897–presente) | Parámetros climáticos promedio de Tula (normales 1991–2020, extremos 1897–presente) | Parámetros climáticos promedio de Tula (normales 1991–2020, extremos 1897–presente) | Parámetros climáticos promedio de Tula (normales 1991–2020, extremos 1897–presente) | Parámetros climáticos promedio de Tula (normales 1991–2020, extremos 1897–presente) | Parámetros climáticos promedio de Tula (normales 1991–2020, extremos 1897–presente) | Parámetros climáticos promedio de Tula (normales 1991–2020, extremos 1897–presente) | Parámetros climáticos promedio de Tula (normales 1991–2020, extremos 1897–presente) | Parámetros climáticos promedio de Tula (normales 1991–2020, extremos 1897–presente) | Parámetros climáticos promedio de Tula (normales 1991–2020, extremos 1897–presente) | Parámetros climáticos promedio de Tula (normales 1991–2020, extremos 1897–presente) | Parámetros climáticos promedio de Tula (normales 1991–2020, extremos 1897–presente) | Parámetros climáticos promedio de Tula (normales 1991–2020, extremos 1897–presente) | Parámetros climáticos promedio de Tula (normales 1991–2020, extremos 1897–presente) |
| Mes                                                                                 | Ene.                                                                                | Feb.                                                                                | Mar.                                                                                | Abr.                                                                                | May.                                                                                | Jun.                                                                                | Jul.                                                                                | Ago.                                                                                | Sep.                                                                                | Oct.                                                                                | Nov.                                                                                | Dic.                                                                                | Anual                                                                               |
| ----------------------------------------------------------------------------------- | ----------------------------------------------------------------------------------- | ----------------------------------------------------------------------------------- | ----------------------------------------------------------------------------------- | ----------------------------------------------------------------------------------- | ----------------------------------------------------------------------------------- | ----------------------------------------------------------------------------------- | ----------------------------------------------------------------------------------- | ----------------------------------------------------------------------------------- | ----------------------------------------------------------------------------------- | ----------------------------------------------------------------------------------- | ----------------------------------------------------------------------------------- | ----------------------------------------------------------------------------------- | ----------------------------------------------------------------------------------- |
| Temp. máx. abs. (°C)                                                                | 7.0                                                                                 | 7.3                                                                                 | 19.0                                                                                | 29.0                                                                                | 33.2                                                                                | 35.0                                                                                | 39.0                                                                                | 39.2                                                                                | 30.0                                                                                | 23.6                                                                                | 16.9                                                                                | 9.3                                                                                 | 39.2                                                                                |
| Temp. máx. media (°C)                                                               | -4.2                                                                                | -3.4                                                                                | 2.5                                                                                 | 11.9                                                                                | 19.6                                                                                | 22.8                                                                                | 25.1                                                                                | 23.6                                                                                | 17.3                                                                                | 9.6                                                                                 | 1.6                                                                                 | -2.7                                                                                | 10.3                                                                                |
| Temp. media (°C)                                                                    | -6.9                                                                                | -6.7                                                                                | -1.5                                                                                | 6.8                                                                                 | 13.8                                                                                | 17.2                                                                                | 19.5                                                                                | 17.7                                                                                | 12.0                                                                                | 5.8                                                                                 | -0.8                                                                                | -5.0                                                                                | 6.0                                                                                 |
| Temp. mín. media (°C)                                                               | -9.7                                                                                | -10.1                                                                               | -5.3                                                                                | 1.8                                                                                 | 7.9                                                                                 | 11.6                                                                                | 14.0                                                                                | 12.2                                                                                | 7.4                                                                                 | 2.5                                                                                 | -3.1                                                                                | -7.5                                                                                | 1.8                                                                                 |
| Temp. mín. abs. (°C)                                                                | -34.3                                                                               | -36.1                                                                               | -32.2                                                                               | -16.1                                                                               | -4.3                                                                                | 1.9                                                                                 | 4.6                                                                                 | -1.1                                                                                | -6.8                                                                                | -13.0                                                                               | -26.3                                                                               | -33.2                                                                               | -36.1                                                                               |
| Precipitación total (mm)                                                            | 43                                                                                  | 38                                                                                  | 35                                                                                  | 40                                                                                  | 48                                                                                  | 76                                                                                  | 77                                                                                  | 60                                                                                  | 57                                                                                  | 55                                                                                  | 41                                                                                  | 45                                                                                  | 615                                                                                 |
| Días de lluvias (≥ 1 mm)                                                            | 5                                                                                   | 5                                                                                   | 6                                                                                   | 12                                                                                  | 13                                                                                  | 16                                                                                  | 15                                                                                  | 13                                                                                  | 13                                                                                  | 15                                                                                  | 12                                                                                  | 6                                                                                   | 131                                                                                 |
| Días de nevadas (≥ 1 mm)                                                            | 21                                                                                  | 22                                                                                  | 15                                                                                  | 4                                                                                   | 0.2                                                                                 | 0                                                                                   | 0                                                                                   | 0                                                                                   | 0.3                                                                                 | 4                                                                                   | 13                                                                                  | 21                                                                                  | 101                                                                                 |
| Horas de sol                                                                        | 37.2                                                                                | 72.8                                                                                | 142.6                                                                               | 207.0                                                                               | 285.2                                                                               | 279.0                                                                               | 294.5                                                                               | 279.0                                                                               | 180.0                                                                               | 93.0                                                                                | 36.0                                                                                | 31.0                                                                                | 1937.3                                                                              |
| Humedad relativa (%)                                                                | 85                                                                                  | 82                                                                                  | 76                                                                                  | 67                                                                                  | 64                                                                                  | 70                                                                                  | 72                                                                                  | 74                                                                                  | 78                                                                                  | 82                                                                                  | 86                                                                                  | 86                                                                                  | 77                                                                                  |
| Fuente n.º 1: Pogoda.ru.net                                                         |                                                                                     |                                                                                     |                                                                                     |                                                                                     |                                                                                     |                                                                                     |                                                                                     |                                                                                     |                                                                                     |                                                                                     |                                                                                     |                                                                                     |                                                                                     |
| Fuente n.º 2: Climatebase (horas de sol 1959–2011)                                  |                                                                                     |                                                                                     |                                                                                     |                                                                                     |                                                                                     |                                                                                     |                                                                                     |                                                                                     |                                                                                     |                                                                                     |                                                                                     |                                                                                     |                                                                                     |

## Economía
Como un hecho más anecdótico, el "Acordeón de Tula" debe su nombre precisamente a esta ciudad. Tula, además de la industria metalúrgica, también produce estos instrumentos musicales llamados en ruso “Túlskaya garmoshka”. Tula también es conocida principalmente en Rusia por sus Prianiks, especie de bizcochuelos hechos con miel y jengibre.

## Educación

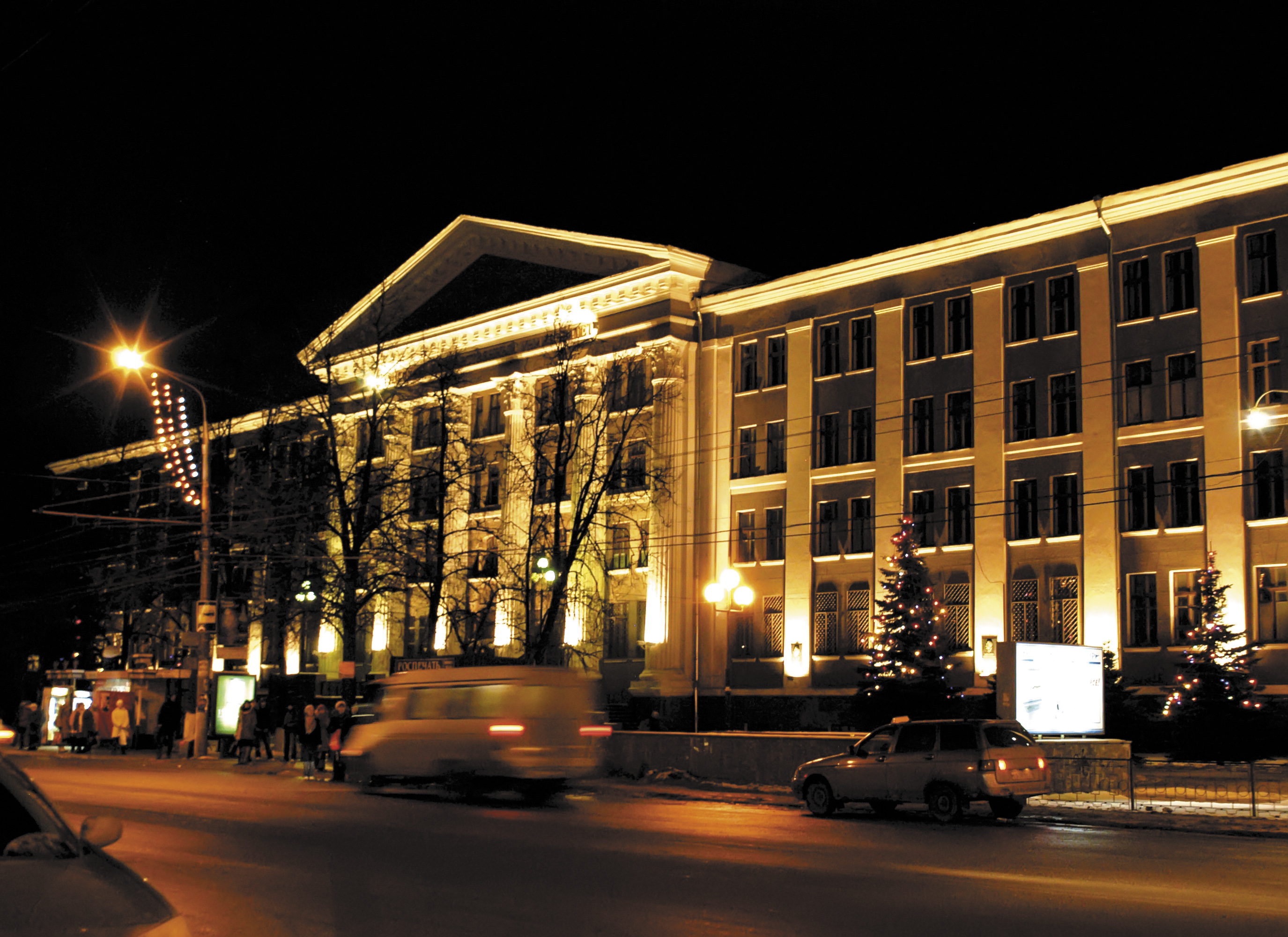
Universidad Estatal de Tula (TSU)

La región ha desarrollado un sistema de formación profesional con más de ochenta escuelas profesionales y vocacionales y nueve escuelas secundarias. Las principales instituciones de educación superior con las que cuenta Tula son:
- Universidad Estatal de Tula (TSU)
- Universidad Estatal Pedagógica de Tula León Tolstói (TSPU)
- Instituto de Economía e Informática de Tula (TIER)

También hay sucursales de universidades de otras regiones de Rusia, como la Universidad Estatal de Comercio y Economía de Rusia (Instituto de Comercio Soviético), el Instituto Económico Financiero y Correspondencia de Rusia (desde 1959), la Universidad Estatal de la Cultura y Arte de Moscú, Instituto de Economía, Gestión y Derecho de Moscú, una rama de la Academia Rusa Internacional de Turismo en Tula (TF RIAT), rama de la Academia Jurídica del Ministerio de Justicia de Rusia y la Academia de Negocios dependiente del Gobierno de Moscú de la MAP (TF).

## Cultura y atracciones turísticas
En el hemisferio occidental, tal vez Tula es más conocida como el centro de producción de samovares, de ahí precisamente el famoso dicho ruso que dice: “A Tula no se va con su samovar”. La más popular atracción para los turistas es sin duda Yásnaya Polyana, que fue la casa y última morada del famoso escritor León Tolstói. Esta se encuentra localizada a escasos 14 km al sudoeste de Tula. En este lugar, Tolstói se inspiró y escribió sus celebradas obras Guerra y Paz y Ana Karénina.

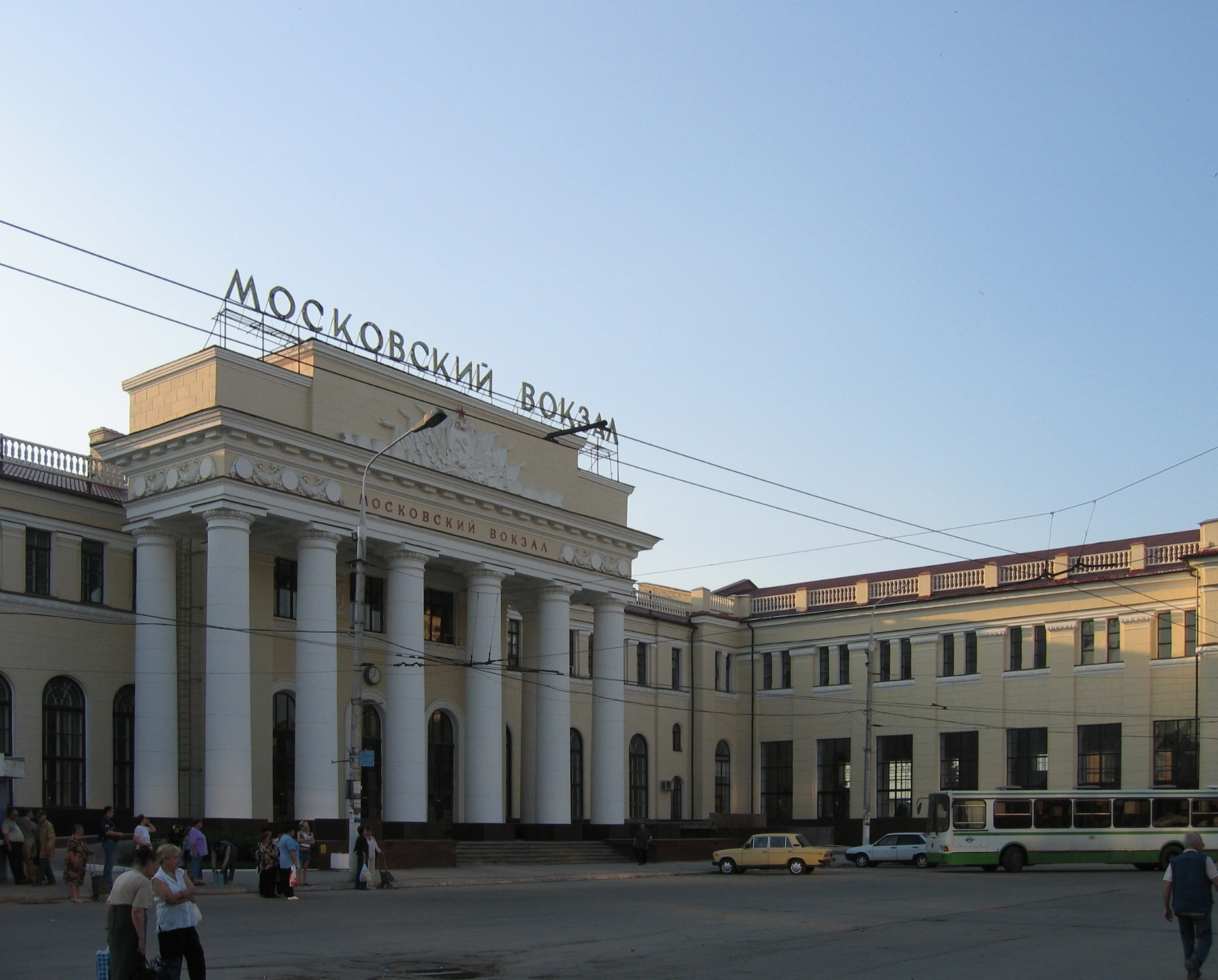
Estación de tren Tula 1-Kursk de Tula

## Transporte
Tula es un importante centro ferroviario y está conectada con Moscú, Oriol, Kaluga, Uzlovaya y Kozielsk. Antes de 1996, estaba el ferrocarril de vía estrecha Tula-Chekalin (antes Lijvin). Tula cuenta con dos estaciones de ferrocarril. La estación de Moscú, oficialmente Tula 1-Kursk, es la estación ferroviaria más grande de Tula. De menor importantancia es la estación Ryazhski, también conocida como Tula-Viazma. La ciudad es atravesada por la autopista federal M2 Moscú-Simferópol y la de Kaluga-Riazán.
El transporte urbano lo componen autobuses, tranvías, trolebuses y taxis. En la periferia norte de la ciudad está el Aeropuerto Klókovo, que desde 1993 solo se utiliza como aeropuerto militar.

## Ciudadanos ilustres
- Aleksandr Filimónov, futbolista ruso.
- Serguéi Mosin, diseñador de armas ligeras ruso.
- Borís Safónov, piloto soviético.

### Nacidos en Tula
- Kseniya Afanásieva (1991), gimnasta artística rusa.
- Konstantín Ushinsky (1823-1870) pedagogo, profesor y escritor ruso
- Vasili Degtiariov (1880–1949), diseñador de armas soviético.
- Algirdas Julius Greimas (1917–1992), lingüista francés de origen lituano.
- Irina Skóbtseva (1927–2020), actriz.
- Vladímir Ivánov (1893–1938), político soviético.
- Aleksandr Kótov (1913–1981), ajedrecista soviético.
- Valeri Legásov (1936–1988), químico soviético.
- Carl Johann Maximowicz (1827–1891), botánico ruso.
- Ígor Nadein (1948–2014), futbolista y entrenador de fútbol.
- Valeri Poliakov (1942), cosmonauta ruso.
- Irina Ródina (1973), yudoca rusa.
- Gleb Uspenski (1843–1902), escritor y publicista ruso.
- Alekséi Vorobiov (1988), cantante y actor ruso.
- Marianne von Werefkin (1860–1938), pintora expresionista.
- Irina Baeva (1992) actriz y periodista rusa radicada en México.

## Ciudades hermanadas
- Banská Bystrica, Eslovaquia
- Kutaisi, Georgia
- Maguilov, Bielorrusia
- Albany, Estados Unidos
- Villingen-Schwenningen, Alemania
- Kerch, Rusia
- Barranquilla, Colombia